# Виндехаузен
Виндехаузен (нем. Windehausen) — деревня в Германии, в земле Тюрингия. Входит в состав города Херинген (Хельме) района Нордхаузен.
Население составляет 549 человек (на 31 декабря 2006 года). Занимает площадь 5,93 км².

## История
Впервые упоминается в 16 марта 1158 году в грамоте императора Фридриха I как Винтузен.
В XX веке Виндехаузен имел статус общины (коммуны). 1 декабря 2010 года вместе с общинами Аулебен, Утлебен и Хамма вошёл в состав города Херинген (Хельме).

## Достопримечательности
В деревне есть церковь святого Эгидия, в которой находится 700-летняя Пьета.